# رافال أنتونيفسكي
رافال أنتونيفسكي Rafał Antoniewski لاعب شطرنج بولندي يحمل لقب أستاذ كبير.
- ولد في 3 ديسمبر 1980.
- فاز ببطولة بولندا للشطرنج للشباب تحت 16 سنة عام 1995 و1996، وتحت 20 سنة عام 1997.
- فاز بدورة زولنغن للشطرنج عام 2005.
- فاز بدورة ليشتنشتاين المفتوحة للشطرنج عام 2010.

- المصدر – ترجمة عن ويكيبيديا الإنجليزية.

## وصلات خارجية
- رافال أنتونيفسكي على موقع الاتحاد الدولي للشطرنج (الإنجليزية)
- رافال أنتونيفسكي على موقع مباريات الشطرنج (الإنجليزية)
- رافال أنتونيفسكي على موقع 365Chess.com (الإنجليزية)
- رافال أنتونيفسكي على موقع Chesstempo.com (الإنجليزية)